# Podlesie (powiat choszczeński)
Podlesie (niem. Althorst) – wieś sołecka w Polsce położona w województwie zachodniopomorskim, w powiecie choszczeńskim, w gminie Drawno. W latach 1975–1998 miejscowość administracyjnie należała do województwa gorzowskiego. W roku 2007 wieś liczyła 54 mieszkańców. 

## Geografia
Wieś leży ok. 16 km na południowy zachód od Drawna.